# Limite de Schönberg-Chandrasekhar
En astrophysique stellaire, la limite Schönberg–Chandrasekhar est la masse maximale d'un cœur inerte (sans fusion) et isotherme qui peut supporter une enveloppe externe. Elle est exprimée par le rapport entre la masse du cœur et la masse totale du cœur et de l'enveloppe. Les estimations de la limite dépendent des modèles utilisés et des compositions chimiques adoptées pour le cœur et l'enveloppe ; les valeurs typiques données sont comprises entre 0,10 à 0,15 (10 % à 15 % de la masse stellaire totale),. C'est la masse maximale jusqu'à laquelle un cœur rempli d'hélium peut grossir, et si cette limite est dépassée, ce qui peut seulement se produire pour les étoiles massives, le cœur s'effondre, dégageant une énergie qui provoque l'expansion des couches externes de l'étoile pour devenir une géante rouge. Elle est nommée d'après les astrophysiciens Subrahmanyan Chandrasekhar et Mario Schönberg, qui estimèrent sa valeur dans un article de 1942. Ils l'ont estimé à
{\displaystyle \operatorname {({\frac {\operatorname {M} _{ic}}{M}})} _{SC}=0.37({\frac {\operatorname {\mu } _{e}}{\operatorname {\mu } _{ic}}})^{2}}
La limite de Schönberg–Chandrasekhar joue un rôle quand la fusion dans une étoile de la séquence principale épuise l'hydrogène contenu au centre de l'étoile. L'étoile se contracte alors jusqu'à ce que l'hydrogène brûle dans une coquille entourant un cœur riche en hélium, tous deux étant entourés d'une enveloppe constituée principalement d'hydrogène. La masse du cœur s'accroît lorsque la coquille brûle en progressant vers l'extérieur de l'étoile. Si la masse de l'étoile est inférieure à environ 1,5 M☉, le cœur deviendra dégénéré avant que la limite de Schönberg–Chandrasekhar ne soit atteinte, et, d'un autre côté, si la masse est supérieure à environ 6 M☉, l'étoile quittera la séquence principale avec un cœur ayant déjà une masse supérieure à la limite de Schönberg–Chandrasekhar, et donc son cœur ne deviendra jamais isotherme avant la fusion de l'hélium. Dans le cas intermédiaire, quand la masse est comprise entre 1,5 et 6 masses solaires, le cœur grossira jusqu'à ce que la limite soit atteinte, et à ce moment elle se contractera rapidement jusqu'à ce que l'hélium commence à brûler dans le cœur,.